# Chan Kowk Wai
Chan Kowk Wai (chinês: 陳國偉) (Taishan, 3 de abril de 1936 - São Paulo, 17 de janeiro de 2022), foi um dos introdutores das práticas de Kung Fu no Brasil, onde ensinava desde 1960.

## Biografia

### Iniciação em Choy Lay Fut
Kwok iniciou seu treinamento aos quatro anos de idade, assistindo escondido as aulas de Choy Lay Fut ministradas pelo Mestre Chan Cheok Sing aos aldeões.
Kowk foi pego por um dos alunos mais velhos e foi levado a presença do mestre, que ao invés de repreendê-lo o aceitou como aluno devido a sua dedicação.
Mestre Chan treinou somente o estilo Choy Lay Fut até os quatorze anos de idade.

### Mudança para Hong Kong
Por volta de 1950, após proclamação da República Popular da China, Chan Kowk mudou-se com a sua família para Hong Kong na diáspora chinesa, na época era estudante universitário de Administração de Empresas na China. Em Hong Kong continuou o seu aprendizado com o seu tio, Ma Kim Fong, mestre de Lo Hon Kuen (um dos muitos estilos criados dentro do Mosteiro de Shao Lin).
O Grão-mestre Yim Sheung Mo, aluno do famoso Ku Yu Cheong, mudou-se para Hong Kong pelos mesmos motivos e se hospedou na casa da família de Chan Kowk Wai. Ali estabeleceu a sua escola, assim o jovem Chan teve a oportunidade de aprender o Shao Lin do Norte. Sua dedicação foi intensa, treinando e aprendendo dia e noite com o Mestre Yim Seung Mo, e assim Chan Kowk Wai tornou-se herdeiro do estilo Shao Lin Norte, das técnicas de Chi Kung marcial e massagem curativa.
Também tornou-se mestre e herdeiro em outros estilos que aprendeu com mestres apresentados pelo seu mestre Yim Seung Mo, como: Louva-deus Sete Estrelas com o Mestre Won Hong Fan, Garra de Águia com o Mestre Ching Jim Man e Hung Sing Choy Li Fat com o mestre e conceituado médico Yim You Chin.

### Vinda para o Brasil
Chegando no Brasil em 11 de abril de 1960.Naquele tempo era quase impossível obter visto em Hong Kong para ir aos Estados Unidos; ele desejava se juntar ao pai e continuar seus estudos acadêmicos, pois já havia cursado a Faculdade de Economia por dois anos. O seu pai havia recomendado "Primeiro vai para o Brasil, do Brasil vai para os Estados Unidos, porque é mais fácil", porém depois decidiu ficar. 

### Inicio dos ensinos de kung-fu
Quando o Mestre chegou, em 1960 ainda não ensinava kung-fu, pois trabalhava de dia e de noite. Porém, com pouco tempo no Brasil já havia conquistado a reputação de Mestre de Kung-fu, participava de eventos festivos da colônia e fazia demonstrações de Arte Marcial. Ficou conhecido pelos colonos chineses e ganhou muitos amigos.
Foi mais ou menos no inicio de 1963 que o Mestre começou a ensinar alguns alunos à noite em suas residências pois ainda não possuía academia. Era o começo.  
Grão-mestre Chan foi um dos pioneiros a ensinar e difundir o Kung-fu no Brasil, primeiro com as aulas particulares, participou da formação do Centro Social Chinês, onde ministrou aulas de Kung Fu por doze anos. Grão-mestre Chan Kowk Wai também ministrou aulas na USP durante sete anos.
Em 1973 fundou a Academia Sino-Brasileira de Kung Fu e desde então formou vários professores que perpetuam os conhecimentos por todo o Brasil e em outros países como Argentina, Canadá, Chile, Espanha, e Estados Unidos.

## Fatos Interessantes
- Mestre Chan aprendeu o Tai Chi Chuan numa idade que é considerada jovem para esta arte, antes dos 30 anos
- Em Hong Kong, numa tarde no final do ano, Chan(ainda não era professor) ficou treinando ficou treinando sozinho por longas horas a sequencia solo do Tai Chi Chuan, no ritmo mais lento que conseguia fazer. Nas ruas o silencio reinava e pouca movimentação; não percebeu que já anoitecera, continuou concentrado nos movimentos, até que foi sacudido pelo estrondo sinos da Igreja da vizinhança...Era meia noite de natal!...Ele não se lembrava de quantas horas levou para executar uma série completa de 118 movimentos, mas com certeza foi a mais longa que jamais fizera! É a comprovação de ter alcançado o invejável estado mais avançado do Tai Chi Chuan, reservado a poucos, com menos de 30 anos de idade, ele esqueceu-se de si, e se mergulhou, corpo e alma, sem obsessão de busca, no encantamento do Tai Chi Chuan.

## Estilos que leciona
Kowk lecionava diversos estilos de Kung Fu na matriz da Academia Sino-Brasileira, dentre os quais estão:
- Onze rotinas de Shaolin (Bak sil lam),
- Cailifo (Choy Li Fat),
- Yangshi Taijiquan,
- Baguazhang,
- Xingyiquan,
- Louva-deus sete-estrelas,
- Liuhequan,
- Luohanquan,
- Ziranmen,
- e Qigong marcial.

## Homenagens
- O Dia Nacional do Kung Fu é celebrado em 11 de abril, dia em que Chan Kowk Wai desembarcou no Brasil.[3]